# Leber-féle veleszületett vakság
A Leber-féle veleszületett vakság vagy Leber-féle amaurózis (LCA) egy ritka örökletes szembetegség, amely születéskor vagy az élet első néhány hónapjában jelenik meg. 40 000 személyből 1 beteg. 2008-ban sikerült sikeresen kezelni a betegséget génterápiával.
A betegséget először Theodor Leber írta le, 1869-ben, a retinitis pigmentosa egyik változataként. Nem tévesztendő össze a Leber-féle örökletes optikai neuropátiával, melyet szintén Theodor Leber fedezett fel.
100 000 ember közül 2-3 szenved Leber-féle veleszületett vakságban, amiből a betegek számára világszerte 180 000-nek adódik. A betegség a gyermekkori vakság gyakori oka; a vak gyerekek iskoláiban a tanulók 20%-a ettől a betegségtől vesztette el látását.

## Jelei és tünetei
A veleszületett kifejezés olyan vakságra vonatkozik, amely születéstől fogva jelen van (nem szerzett), a vakság pedig látáscsökkenésre.
A betegség gyakran társul szemtekerezgéssel, lassú vagy hiányzó pupillareakciókkal, súlyos látásromlással vagy vaksággal. Előfordul kancsalság (habár kisbabáknál ez élettani is lehet), fényérzékenység, a szem nyomogatása és dörzsölgetése (Franceschetti-féle okulodigitális jel). A beteg gyerekek állandó látászavart tapasztalnak, és kevésbé reagálnak a látott objektumokra.  A látásélesség erősen csökkent, a betegek látásélessége jellemzően 20/400 és 20/200 közötti. A betegek egyharmada még a fényérzékenységet is elveszti.
A pupillák nem biztos, hogy normálisan reagálnak a fényre. Néhány beteg szeme ködös, ez szürke hályogot jelent. Előfordul szabálytalan alakú szaruhártya, keratokónusz miatt. A retina tipikusan normálisan néz ki, különösen gyerekeknél és fiataloknál; később ott is megjelenhetnek rendellenességek.
A betegség a látászavaron kívül további problémákat nem okoz.

## Genetika
Ez a rendellenesség megakadályozza a fotoreceptor sejtek egészséges fejlődését. Az OMIM jelenleg az LCA 28 fajtáját ismeri. Ezek közül három autoszomális domináns öröklődésű: IMPDH1, OTX2, és CRX. Ez azt jelenti, hogy egy beteg allél már elég a betegség kifejlődéséhez. A többi gén esetén a beteg allél autoszomális recesszív, ami azt jelenti, hogy a betegség akkor jelentkezik, ha a gyerek mindkét szülőtől beteg allélt örökölt; így egészségesek is lehetnek tünetmentes hordozók. 
| Típus | OMIM   | Gén     | Lokusz       |
| ----- | ------ | ------- | ------------ |
| LCA1  | 204000 | GUCY2D  | 17p13.1      |
| LCA2  | 204100 | RPE65   | 1p31.3-p31.2 |
| LCA3  | 609868 | SPATA7  | 14q31.3      |
| LCA4  | 604393 | AIPL1   | 17p13.2      |
| LCA5  | 604537 | LCA5    | 6q14.1       |
| LCA6  | 605446 | RPGRIP1 | 14q11.2      |
| LCA7  | 602225 | CRX     | 19q13.3      |
| LCA8  | 604210 | CRB1    | 1q31-q32.1   |
| LCA9  | 608553 | NMNAT1  | 1p36.22      |
| LCA10 | 610142 | CEP290  | 12q21.32     |
| LCA11 | 146690 | IMPDH1  | 7q32.1       |
| LCA12 | 180040 | RD3     | 7q32.1       |
| LCA13 | 608830 | RDH12   | 1q32.3       |
| LCA14 | 604863 | LRAT    | 14q24.1      |
| LCA15 | 602280 | TULP1   | 4q31         |
| LCA16 | 603208 | KCNJ13  | 2q37         |
| LCA17 | 601147 | GDF6    | 8q22         |
| LCA18 | 179605 | PRPH2   | 6p21         |

A betegséggel kapcsolatban álló gének mindegyikének a szem fejlődéséhez van valami köze:
- OTX2 a retina fejlődéséhez kapcsolódik;
- CRB1, CRX, GDF6 és PRPH2 a retina fényérzékeny sejtjeihez;
- AIPL1 és GUCY2D a fényjelek elektromos kódolásához;
- ALMS1, CCT2, CEP290, CLUAP1, IFT140, IQCB1, LCA5, MYOA7, RD3,  RPGRIP1, SPATA7 és TULP1 a fényérzékeny sejtek csillóihoz;
- LRAT, RDH12 és RPE65 a látóciklusban a retina újratöltéséhez;
- IMPDH1 a guanin szintéziséhez (a retina újratöltéséhez szükséges);
- CABP4, CNGA3 és KCNJ13 a fotoreceptorok fényre adott válaszához.[15][16]

Mindezeknek a géneknek az adott feladat ellátására az egészségesnél kevésbé vagy egyáltalán nem alkalmas változatai zavart okoznak az adott funkcióban, így súlyos látásvesztést okoznak. A DTHD1 és az NMNAT1 bizonyos változatai szintén Leber-féle veleszületett vakságot okoznak, azonban ezeknek a géneknek a szerepe még nem tisztázott a látásban.
A leggyakoribb típusok a CEP290 és GUCYD génekhez kapcsolódnak, amelyek egyenként az esetek 20-20%-áért felelősek. További gyakori típusok a CRB1 (10%), RPE65 (10%), AIPL1 (8%), RDH12 (5%), RPGRIP1 (5%). Az esetek 25%-át még ismeretlen gének alléljai okozzák.

## Vizsgálata
A genetikai és a kapcsolódó vizsgálatok jelenleg a Centogene AG-ban (Rostock, Németország), az Iowai Egyetemen, a Marcia Carver Nonprofit Genetic Testing Laboratoryban (Iowa, Egyesült Államok), a GENESIS Center for Medical Geneticsben (Poznan, Lengyelország), a Baylor College of Medicine Miraca Genetics Laboratoriesban (Houston, Egyesült Államok), az Asper Biotech-ben (Aston, Észtország), a CGC Geneticsben (Porto, Portugália), a CEN4GEN Institute for Genomics and Molecular Diagnosticsban (Edmonton, Kanada) és a Reference Laboratory Geneticsben (Barcelona, Spanyolország) folyik.
Klinikailag is diagnosztizálható, látásvesztés, a pupillák abnormális fényre adott reakciója és elektroretinográfiával, ami a retina fényre adott elektromos válaszát méri.

## Kezelése
Az LCA2-es betegeket már sikeresen kezelték génterápiával. Három korai klinikai vizsgálatot tettek közzé 2008-ban a látás visszaállítására, és mindhárom esetben mellékhatások nélkül visszakapták a funkcionális látásukat. Ezeknél a kezeléseknél adeno-asszociált vírusokat használtak, amelyek számos új génterápiás megoldást nyújtanak. Mindhárom beteg bizonyos mértékig visszanyerte látását. E vizsgálatokon felbuzdulva a génterápia további lehetőségeit keresik. 2017 december 17-én az Amerikai Egyesült Államokban klinikai használatra engedélyezték a génterápiát.
Akik nem profitálhatnak a génterápiából, azokat nem tudják meggyógyítani. Nekik marad a szokásos eszközkészlet (mint szemüvegek, nagyítók, képernyőolvasók, beszélő eszközök, fehér bot, segítő állatok), ami magában foglalja a gyógypedagógiai nevelést is.

## Popkultúrában
- A Dr. Csont Összezárva (6. évad, 16. rész) című részében kiderül, Dr. Jack Hodgins és terhes felesége, Angela Montenegro is tünetmentes hordozók, és így 25% esély van rá, hogy a baba vak lesz.
- A Vészhelyzet című sorozat Abby újra köztünk (14. évad, 12. rész) című részében Dr. Abby Lockhart Leber-féle veleszületett vaksággal diagnosztizált egy fiatal lányt.
- A 4 éves Gavin, aki LCA-ban szenved, egy YouTube-videóban tette híressé a betegséget 2013-ban, amikor először használt fehér botot.[21]
- A The King of Dramas koreai drámában Anthony Kimet Leber-féle veleszületett vaksággal diagnosztizálják, amitől az ő anyja is megvakult.

## Hírességek
- Akbar Khan, indiai zenész és fogyatékosügyi aktivista
- Alexandre Lloveras, francia parakerékpáros, aki 2020-ban képviselte Franciaországot a paralimpián
- Jason Dunkerley, kanadai atléta, paralimpikon
- Kelvin Tan, szingapúri Mandopop énekes
- Kim Umback, kanadai síelő
- Kody Keplinger, amerikai író
- Letticia Martinez, amerikai úszó, paralimpikon, rekordok felállítója rövid és hosszú távon
- Scott Douglas MacIntyre, amerikai zongorista, énekes, dalszerző

## Fordítás
Ez a szócikk részben vagy egészben  a   Leber congenital amaurosis című angol Wikipédia-szócikk fordításán alapul.  Az eredeti cikk szerkesztőit annak laptörténete sorolja fel. Ez a jelzés csupán a megfogalmazás eredetét és a szerzői jogokat jelzi, nem szolgál a cikkben szereplő információk forrásmegjelöléseként.